# Die Insel der 30 Särge
Die Insel der dreißig Särge ist ein Roman von Maurice Leblanc aus dem Jahr 1919. Er erzählt die unheimliche Geschichte der jungen Véronique d'Hergemont, die auf der Suche nach der eigenen Vergangenheit im Jahre 1917 einem schrecklichen Geheimnis auf die Spur kommt. Auf einer Insel in der Bretagne erfüllen sich grausige Prophezeiungen: Véronique muss mit ansehen, wie ihr totgeglaubter vierzehnjähriger Sohn seinen Großvater ermordet, drei alte Frauen gekreuzigt und flüchtende Inselbewohner erschossen werden. Véronique stellt sich den unheimlichen Mächten ...
Der Roman wurde 1979 mit Claude Jade als 6-teilige Serie verfilmt, die in Deutschland als Die Insel der dreißig Tode ausgestrahlt und auf DVD veröffentlicht wurde.

## Inhalt
1917 erhält die junge Modistin Véronique d'Hergemont einen Hinweis auf ein Geheimnis. Bei Dreharbeiten in der Bretagne wurden an einem Straßenwärterhäuschen ihre Initialen V d' H gefilmt. Dies erinnert Véronique an die eigene Vergangenheit: 1902 wurde sie von ihrem Liebhaber Alexis Vorski entführt. Sie wurde schwanger und willigte in die Heirat mit Vorski ein. Ihr Vater, der Sorbonne-Professor Antoine d'Hergemont, sagte sich daraufhin von seiner Tochter los. Ein Jahr später entführt er ihr Kind François und Véronique erfährt, dass das Schiff mit den beiden während eines Sturms gesunken ist. Véronique versteckt sich die nächsten Jahre vor Vorski, von dessen Tod sie nun ebenfalls erfahren hat. Véronique reist in die Bretagne und findet in der Hütte mit den Initialen einen Toten mit abgetrennter Hand, neben ihm eine Prophezeiung: Dreißig Särge für dreißig Opfer, Vier Frauen am Kreuz, Stein Gottes, der Leben oder Tod schenkt. Sie folgt den Zeichen und gelangt an die Küste. Dort wird sie von der Bretonin Honorine erkannt und auf die Insel Sarek gebracht, wo ihr Vater und ihr Sohn leben, die ihren Tod nur vorgetäuscht hatten. Doch da Véronique sich die letzten 14 Jahre vor Vorski versteckt hielt, konnte sie nicht gefunden werden. Die Prophezeiung besagt, dass die Bewohner der Insel sterben würden. Tatsächlich muss Véronique mit ansehen, wie ihr Vater von einem Jungen ermordet wird, den der Sterbende als François verflucht. Als die anderen Bewohner fliehen wollen, fallen sie einem Massaker auf See zum Opfer. Honorine verfällt dem Wahnsinn und stürzt sich in den Tod. Véronique findet später die drei Schwestern Archignat. Sie versucht, den dreien zu helfen, doch die alten Frauen sterben wenig später wie durch unheimliche Mächte am Kreuz. Véronique stellt sich den Mächten und erkundet mit dem Hund ihres Sohnes die Insel...

## Textausgabe
- Die Insel der dreißig Särge, ISBN 978-3-945796-29-0.

## Verfilmung
1979 verfilmt als L’île aux trente cercueils (deutscher Titel des sechsstündigen TV-Films: Die Insel der dreißig Tode) von Marcel Cravenne mit Claude Jade als Véronique d’Hergemont.
In der Verfilmung wird auf die Figur des Arsène Lupin verzichtet.